# Perché mia figlia?
Perché mia figlia? è un film per la televisione statunitense del 1993. Basato su una storia vera, fa parte del ciclo Moment of Truth della NBC.

## Trama
Dopo il divorzio dei genitori, Diana Moffitt, ragazza carina di diciassette anni, inizia una relazione con il ventitreenne AJ Treace. La madre di Gayle non vede di buon occhio perché viene subito a sapere che AJ è uno sfruttatore della prostituzione che abusa di Diana. La ragazza viene infatti messa nel giro della prostituzione. Gayle supplica la figlia di tornare alla vita normale. Successivamente Diana viene trovata uccisa. Gayle, fortemente convinta che AJ sia responsabile della morte della figlia, chiede aiuto alla polizia.